# Stenopterini
Stenopterini — триба жуков-усачей из подсемейства настоящих усачей. 3 рода обитают на территории России.

## Описание
Тазиковые впадины передних ног закрытые сзади. Надкрылья покрывают более половины туловища, к концу заметно утончающиеся. Среднегрудка широкая, уплощённая. Усики заметно короче тела вне зависимости от пола усача.

## Систематика
В составе трибы следующие роды:
- Anencyrus Sharp, 1886
- Callimoxys Kraatz, 1863
- Gastrosarus Bates, 1874
- Holangus Pic, 1902
- Obscuropterus Adlbauer, 2003
- Pectinocallimus Niisato, 1989
- Stenopterus Illiger, 1804